# Plaza de toros de Corella
La plaza de toros de Corella es el coso taurino de la localidad navarra de Corella donde se celebran los festejos taurinos correspondientes a la Feria de San Miguel, y cuyos primeros festejos en esta plaza datan del año 1846.

## Relevancia
Es una de las plazas de toros con mayor antigüedad en la Comunidad Foral de Navarra, junto a la plaza de toros de Peralta (1883), la plaza de toros de Fitero (1897), el coso taurino de Lodosa (1901), la plaza de toros de Estella (1917), la Monumental de Pamplona (1922) o la Chata de Tudela (1933).

## Características
La plaza de toros corellana tiene una capacidad de 4.000 espectadores y es de 3ª categoría.

## Festejos
Actualmente se celebran los festejos taurinos de la Feria de San Miguel.